# Dilatación del tiempo y contracción de la longitud
La dilatación del tiempo y la contracción de longitud son fenómenos de la física relativista que afectan a mediciones físicas hechas por diferentes observadores con movimiento relativo entre sí.
- La dilatación temporal consiste en que cuando un observador mide el tiempo transcurrido entre dos eventos y los compara con el tiempo medido por otro observador en movimiento relativo respecto a él, encuentra que el observador en movimiento mide sistemáticamente tiempos menores, como si para este observador su reloj fuera más lento, i.e. cómo si el tiempo se hubiera dilatado.
- La contracción de la longitud es análoga a la explicación anterior, donde el observador en reposo se da cuenta de que las longitudes medidas por el observador en movimiento son sistemáticamente más cortas que las medidas por él mismo, como si las longitudes se hubieran contraído.

- Datos: Q5807079